# Sallum
Sallum (Hebreeuws: שלום בן יבש) was volgens de Hebreeuwse Bijbel koning van het koninkrijk Israël (745 v.Chr.). Sallum was de zoon van Jabes en regeerde slechts voor een maand over het land. Toen kwam in Tirza Menachem, zoon van Gadi, in opstand en werd Sallum door hem vermoord (2 Koningen 15:13-15). Menachem werd vervolgens zelf koning van Israël.